# Ute Kaiser (Physikerin)

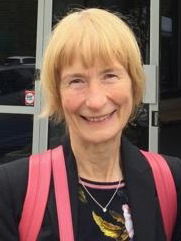
Ute Kaiser (2019)

Ute Anneliese Kaiser (* 28. September 1953) ist eine deutsche Physikerin. Seit 2004 ist sie Professorin an der Universität Ulm.

## Leben
Kaiser studierte Kristallographie an der Humboldt-Universität zu Berlin und promovierte dort 1993. 2002 habilitierte sie sich im Fach Experimentalphysik an der Friedrich-Schiller-Universität Jena. Nach ihrer Tätigkeit an der Akademie der Wissenschaften in Berlin am Institut für Anorganische Chemie und in Jena am Institut für Optik und Spektroskopie von 1976 bis 1993, sowie am Institut für Festkörperphysik der Friedrich-Schiller-Universität Jena von 1993 bis 2004 und am Institut für Mikro- und Nanotechnologien der TU Ilmenau im Jahr 2004, ist sie seit 2004 Professorin an der Universität Ulm und initiierte dort 2009 dasSALVE-Projekt zur Entwicklung der Transmissionselektronenmikroskopie bei niedrigen Spannungen. Ihre internationale Forschungserfahrung umfasst Aufenthalte an der Universität Cambridge von 1994 bis 1996, der Tohoku University in Japan von 1997 bis 1998 und den Bell Laboratories in den USA im Jahr 2000. Kaiser organisiert regelmäßig internationale Symposien zur Transmissionselektronenmikroskopie, ist seit 2020 Redakteurin für Physikalische Wissenschaften bei Micron und Mitglied in verschiedenen Fachgesellschaften.
Ihr wissenschaftliches Interesse gilt der Entwicklung fortschrittlicher Elektronenmikroskopietechniken zur Untersuchung und Modifizierung zweidimensionaler Materialien für die Materialwissenschaft, Nanotechnologie und Quantentechnologie.

## Auszeichnungen und Mitgliedschaften
- 2000: Stipendium der Japan Society for the Promotion of Science, Japan
- 2008: Honorarprofessur, Universität Wien, Österreich
- 2009: Kooperationspreis der Universität Ulm, Wissenschaft-Wirtschaft für Kooperation mit den Firmen Carl Zeiss SMT, Oberkochen und CEOS GmbH, Heidelberg, Deutschland[4]
- 2018: Honorarprofessur, Nottingham University, England[5]
- 2018: Ernennung zum Highly Cited Researcher durch das Web-of-Science-Komitee
- 2023: Seniorprofessur, Universität Ulm, Deutschland